# Тедінггаузен
Тедінггаузен (нім. Thedinghausen) — громада в Німеччині, розташована в землі Нижня Саксонія. Входить до складу району Ферден. Центр об'єднання громад Тедінггаузен.
Площа — 65,77 км2. Населення становить 8145 ос. (станом на 31 грудня 2021).

## Галерея

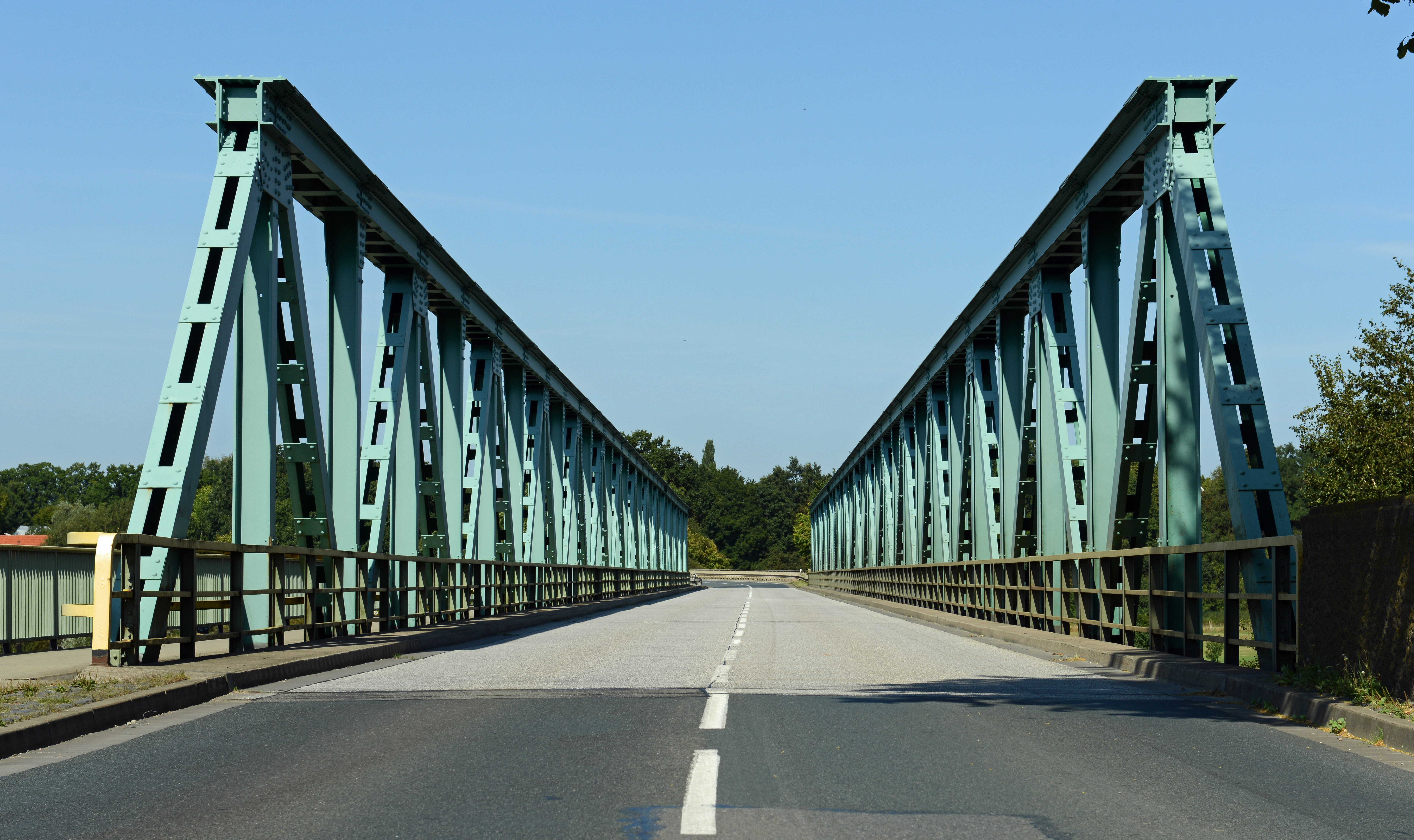